# Rugby in carrozzina ai XVI Giochi paralimpici estivi
Il torneo di rugby in carrozzina ai XVI Giochi paralimpici estivi si è svolto dal 25 al 29 agosto 2021 presso lo Yoyogi National Gymnasium.

## Formato
L'evento era composto da squadre miste (ossia composte da atleti maschili e femminili insieme) e si è articolato in una fase eliminatoria a due gruppi da quattro squadre ciascuno. Le prime due classificate di ciascun gruppo hanno proseguito il torneo ad eliminazione diretta. Le terze e quarte classificate hanno disputato le partite per il piazzamento nella classifica, rispettivamente per il quinto/sesto posto e settimo/ottavo posto. Le squadre che hanno perso le semifinali si sono affrontate alla finale per la medaglia di bronzo.

## Calendario
| Rugby in carrozzina ai XVI Giochi paralimpici estivi | Rugby in carrozzina ai XVI Giochi paralimpici estivi | Rugby in carrozzina ai XVI Giochi paralimpici estivi | Rugby in carrozzina ai XVI Giochi paralimpici estivi | Rugby in carrozzina ai XVI Giochi paralimpici estivi | Rugby in carrozzina ai XVI Giochi paralimpici estivi | Rugby in carrozzina ai XVI Giochi paralimpici estivi |
| Torneo                                               | Mer 25                                               | Gio 26                                               | Ven 27                                               | Sab 28                                               | Dom 29                                               | Dom 29                                               |
| ---------------------------------------------------- | ---------------------------------------------------- | ---------------------------------------------------- | ---------------------------------------------------- | ---------------------------------------------------- | ---------------------------------------------------- | ---------------------------------------------------- |
| Misto                                                | G                                                    | G                                                    | G                                                    | SF                                                   | B                                                    | F                                                    |

| G | Gruppi eliminatori | SF | Semifinali | B | Finale medaglia di bronzo | F | Finale medaglia d'oro |

## Risultati

### Fase a gruppi

#### Gruppo A
| Squadra   | Pt | G | V | P | PF  | PS  | DP  |
| --------- | -- | - | - | - | --- | --- | --- |
| Giappone  | 6  | 3 | 3 | 0 | 170 | 155 | +15 |
| Australia | 2  | 3 | 1 | 2 | 156 | 159 | -3  |
| Francia   | 2  | 3 | 1 | 2 | 151 | 153 | -2  |
| Danimarca | 2  | 3 | 1 | 2 | 155 | 165 | -10 |

| Tokyo 25 agosto 2021, ore 14:00 UTC+9 | Australia               | 53 – 54 (14-14, 11-9, 13-16, 15-15) referto | Danimarca | Yoyogi National Gymnasium\| Arbitri: \| Chris Shore Josh Kearns \| |
| Arbitri:                              | Chris Shore Josh Kearns |                                             |           |                                                                    |

| Tokyo 25 agosto 2021, ore 20:00 UTC+9 | Giappone                      | 53 – 51 (13-15, 12-12, 16-14, 12-10) referto | Francia | Yoyogi National Gymnasium\| Arbitri: \| Ryan Gaudet Kristin Hempfling \| |
| Arbitri:                              | Ryan Gaudet Kristin Hempfling |                                              |         |                                                                          |

| Tokyo 26 agosto 2021, ore 14:00 UTC+9 | Giappone                     | 60 – 51 (16-13, 14-13, 14-12, 16-13) referto | Danimarca | Yoyogi National Gymnasium\| Arbitri: \| Liam Costello Alex Schreiner \| |
| Arbitri:                              | Liam Costello Alex Schreiner |                                              |           |                                                                         |

| Tokyo 26 agosto 2021, ore 17:30 UTC+9 | Francia                           | 48 – 50 (13-12, 11-13, 12-11, 12-14) referto | Australia | Yoyogi National Gymnasium\| Arbitri: \| Kathi Adler Dohlhofer Chris Shore \| |
| Arbitri:                              | Kathi Adler Dohlhofer Chris Shore |                                              |           |                                                                              |

| Tokyo 27 agosto 2021, ore 11:30 UTC+9 | Danimarca                     | 50 – 52 (11-13, 11-9, 13-14, 15-16) referto | Francia | Yoyogi National Gymnasium\| Arbitri: \| Kristin Hempfling Josh Kearns \| |
| Arbitri:                              | Kristin Hempfling Josh Kearns |                                             |         |                                                                          |

| Tokyo 27 agosto 2021, ore 14:00 UTC+9 | Australia               | 53 – 57 (11-12, 16-17, 13-14, 13-14) referto | Giappone | Yoyogi National Gymnasium\| Arbitri: \| Ryan Gaudet Jarek Malec \| |
| Arbitri:                              | Ryan Gaudet Jarek Malec |                                              |          |                                                                    |

#### Gruppo B
| Squadra       | Pt | G | V | P | PF  | PS  | DP  |
| ------------- | -- | - | - | - | --- | --- | --- |
| Stati Uniti   | 6  | 3 | 3 | 0 | 171 | 137 | +34 |
| Gran Bretagna | 4  | 3 | 2 | 1 | 158 | 134 | +24 |
| Canada        | 2  | 3 | 1 | 2 | 152 | 144 | +8  |
| Nuova Zelanda | 0  | 3 | 0 | 3 | 108 | 174 | -66 |

| Tokyo 25 agosto 2021, ore 11:30 UTC+9 | Stati Uniti                | 63 – 35 (13-6, 16-11, 18-8, 16-10) referto | Nuova Zelanda | Yoyogi National Gymnasium\| Arbitri: \| Alex Schreiner Jarek Malec \| |
| Arbitri:                              | Alex Schreiner Jarek Malec |                                            |               |                                                                       |

| Tokyo 25 agosto 2021, ore 17:30 UTC+9 | Gran Bretagna                       | 50 – 47 (13-11, 12-11, 12-12, 13-13) referto | Canada | Yoyogi National Gymnasium\| Arbitri: \| Liam Costello Kathi Adler Dohlhofer \| |
| Arbitri:                              | Liam Costello Kathi Adler Dohlhofer |                                              |        |                                                                                |

| Tokyo 26 agosto 2021, ore 11:30 UTC+9 | Canada                        | 54 – 58 (16-17, 12-10, 10-14, 16-17) referto | Stati Uniti | Yoyogi National Gymnasium\| Arbitri: \| Kristin Hempfling Jarek Malec \| |
| Arbitri:                              | Kristin Hempfling Jarek Malec |                                              |             |                                                                          |

| Tokyo 26 agosto 2021, ore 20:00 UTC+9 | Gran Bretagna           | 60 – 37 (17-5, 16-12, 13-10. 14-10) referto | Nuova Zelanda | Yoyogi National Gymnasium\| Arbitri: \| Josh Kearns Ryan Gaudet \| |
| Arbitri:                              | Josh Kearns Ryan Gaudet |                                             |               |                                                                    |

| Tokyo 27 agosto 2021, ore 17:30 UTC+9 | Stati Uniti               | 50 – 48 (8-13, 15-12, 11-10, 16-13) referto | Gran Bretagna | Yoyogi National Gymnasium\| Arbitri: \| Liam Costello Chris Shore \| |
| Arbitri:                              | Liam Costello Chris Shore |                                             |               |                                                                      |

| Tokyo 27 agosto 2021, ore 20:00 UTC+9 | Nuova Zelanda                        | 36 – 51 (11-14, 8-13, 9-10, 8-14) referto | Canada | Yoyogi National Gymnasium\| Arbitri: \| Kathi Adler Dohlhofer Alex Schreiner \| |
| Arbitri:                              | Kathi Adler Dohlhofer Alex Schreiner |                                           |        |                                                                                 |

### Fase a eliminazione diretta
|  | Semifinali    | Semifinali    | Semifinali    |               |             | Finale medaglia d'oro     | Finale medaglia d'oro     | Finale medaglia d'oro     |  |
|  |               |               |               |               |             |                           |                           |                           |  |
|  | Stati Uniti   | Stati Uniti   | 49            |               |             |                           |                           |                           |  |
|  | Stati Uniti   | Stati Uniti   | 49            |               |             |                           |                           |                           |  |
|  | Australia     | Australia     | 42            |               |             |                           |                           |                           |  |
|  | Australia     | Australia     | 42            |               | Stati Uniti | Stati Uniti               | 49                        |                           |  |
|  |               |               |               |               | Stati Uniti | Stati Uniti               | 49                        |                           |  |
|  |               |               | Gran Bretagna | Gran Bretagna | 54          |                           |                           |                           |  |
|  | Giappone      | Giappone      | Gran Bretagna | Gran Bretagna | 54          | 49                        |                           |                           |  |
|  | Giappone      | Giappone      |               |               |             | 49                        |                           |                           |  |
|  | Gran Bretagna | Gran Bretagna | 55            |               |             | Finale medaglia di bronzo | Finale medaglia di bronzo | Finale medaglia di bronzo |  |
|  | Gran Bretagna | Gran Bretagna | 55            |               |             |                           |                           |                           |  |
|  |               |               |               |               |             |                           |                           |                           |  |
|  |               |               |               |               |             | Australia                 | Australia                 | 52                        |  |
|  |               |               |               |               |             | Australia                 | Australia                 | 52                        |  |
|  |               |               |               |               |             | Giappone                  | Giappone                  | 60                        |  |

#### Semifinali
| Tokyo 28 agosto 2021, ore 14:15 UTC+9 | Giappone                | 49 – 55 (10-11, 13-14, 10-17, 16-13) referto | Gran Bretagna | Yoyogi National Gymnasium\| Arbitri: \| Chris Shore Josh Kearns \| |
| Arbitri:                              | Chris Shore Josh Kearns |                                              |               |                                                                    |

| Tokyo 28 agosto 2021, ore 17:30 UTC+9 | Stati Uniti                      | 49 – 42 (13-11, 15-12, 11-9, 10-10) referto | Australia | Yoyogi National Gymnasium\| Arbitri: \| Alex Schreiner Kristin Hempfling \| |
| Arbitri:                              | Alex Schreiner Kristin Hempfling |                                             |           |                                                                             |

#### Finale medaglia di bronzo
| Tokyo 29 agosto 2021, ore 14:00 UTC+9 | Australia                     | 52 – 60 (14-17, 11-13, 11-15, 16-15) referto | Giappone | Yoyogi National Gymnasium\| Arbitri: \| Ryan Gaudet Kristin Hempfling \| |
| Arbitri:                              | Ryan Gaudet Kristin Hempfling |                                              |          |                                                                          |

#### Finale medaglia d'oro
| Tokyo 29 agosto 2021, ore 18:00 UTC+9 | Stati Uniti               | 49 – 54 (12-15, 12-11, 12-11, 13-17) referto | Gran Bretagna | Yoyogi National Gymnasium\| Arbitri: \| Chris Shore Liam Costello \| |
| Arbitri:                              | Chris Shore Liam Costello |                                              |               |                                                                      |

### Incontri per i piazzamenti finali

#### 7º/8º posto
| Tokyo 28 agosto 2021, ore 11:30 UTC+9 | Danimarca                         | 56 – 53 (13-13, 15-11, 15-14, 13-15) referto | Nuova Zelanda | Yoyogi National Gymnasium\| Arbitri: \| Kathi Adler Dohlhofer Ryan Gaudet \| |
| Arbitri:                              | Kathi Adler Dohlhofer Ryan Gaudet |                                              |               |                                                                              |

#### 5º/6º posto
| Tokyo 28 agosto 2021, ore 20:00 UTC+9 | Francia                   | 49 – 57 (12-13, 10-12, 14-16, 13-16) referto | Canada | Yoyogi National Gymnasium\| Arbitri: \| Jarek Malec Liam Costello \| |
| Arbitri:                              | Jarek Malec Liam Costello |                                              |        |                                                                      |

## Podio
| Evento       | Oro           | Argento     | Bronzo   |
| Torneo misto | Gran Bretagna | Stati Uniti | Giappone |

## Classifica
| Posizione | Squadra       |
| --------- | ------------- |
| 1         | Gran Bretagna |
| 2         | Stati Uniti   |
| 3         | Giappone      |
| 4         | Australia     |
| 5         | Canada        |
| 6         | Francia       |
| 7         | Danimarca     |
| 8         | Nuova Zelanda |